# حمد عامر
حمد عامر (انگلیسی: Hamad Amer؛ زادهٔ ۹ مارس ۱۹۹۸) یک بازیکن فوتبال است.